# Red Bull Ghana
El Red Bull Ghana fue un equipo de fútbol de Ghana que existió desde 2008 hasta 2014. El club se fusionó con Feyenoord Ghana en 2014, formando el West African Football Academy SC.

## Historia
Fue fundado en el año 2008 en la ciudad de Sogakope por la compañía Red Bull GmbH, dedicada a las bebidas energéticas y que cuenta con una amplia red de clubes de fútbol a nivel mundial. Su objetivo era desarrollar el potencial futbolístico en Ghana y África en general, contando para ello con una academia de fútbol y numerosas categorías inferiores.
El equipo desapareció en 2014, luego de que Red Bull traspasase el centro y todos los activos a la West African Football Academy SC, la academia del Feyenoord de Róterdam en Ghana.

## Entrenadores
- Daniel Heidemann (2008-2011)
- Eelco Schattorie (2011-12)
- Sipke Hulshoff (2012-2014)